# Bubbling Under Hot 100
Bubbling Under Hot 100 Singles — чарт, выпускаемый Billboard в США еженедельно. Чарт включает 25 позиций и представляет собой песни, наиболее близко подошедшие к попаданию в основной чарт по синглам, Billboard Hot 100, отчасти являясь расширением «основной» сотни. Часто случается, что синглы доходят только до этого чарта, так и не попадая в Hot 100. Другие же песни, изначально появившись в Bubbling Under Hot 100 Singles, позднее становятся успешными хитами.
Несмотря на то что чарт The Bubbling Under Hot 100 Singles можно счесть дополнением к Hot 100, состоящим из 25 позиций, по сути чарт представляет собой перечень 25 песен ниже сотого места, которые ещё не появлялись в Hot 100. Например, если песня занимала #99, а затем смещалась на позицию, которую можно счесть #105, то она уже не попадала в чарт Bubbling Under Hot 100 Singles, так как уже появлялась в Hot 100 (хотя повторное попадание в Hot 100 при новом достижении успеха вполне допускается). Размер чарта несколько раз изменялся, например уменьшался до 15 песен (1959—1960), и расширялся до 35 позиций в 1960-х, а если точнее, то в те годы, когда в чарт Hot 100 попадало более 1000 синглов. Тем не менее, начиная с 1992 года, чарт остаётся неизменно состоящим из 25 песен.
Впервые чарт Bubbling Under Hot 100 Singles появился в Billboard 1 июня, 1959. Выход чарта продолжался до 31 августа, 1985, но был исключён из журнала на семь лет, вероятно из-за слабого интереса со стороны радиостанций и розничных магазинов. Публикация чарта была возобновлена 5 декабря, 1992 и продолжается до настоящего времени.
Компания Джоэла Витбёрна Record Research выпустила несколько справочников по истории чартов «Bubbling Under». Последней книгой (с 2005) является «Bubbling Under The Billboard Hot 100: 1959—2004» (ISBN 0898201624).